# دمیترو پروسورنین
دمیترو پروسورنین (انگلیسی: Dmytro Prosvirnin؛ زادهٔ ۷ ژانویهٔ ۱۹۶۷) ورزشکار اسکی پرش اهل اوکراین است.

## حرفه
وی همچنین از اسکی‌بازان نوردیک دوگانه در بازی‌های المپیک زمستانی ۱۹۹۴ بوده‌است.